# Šárka-Tal

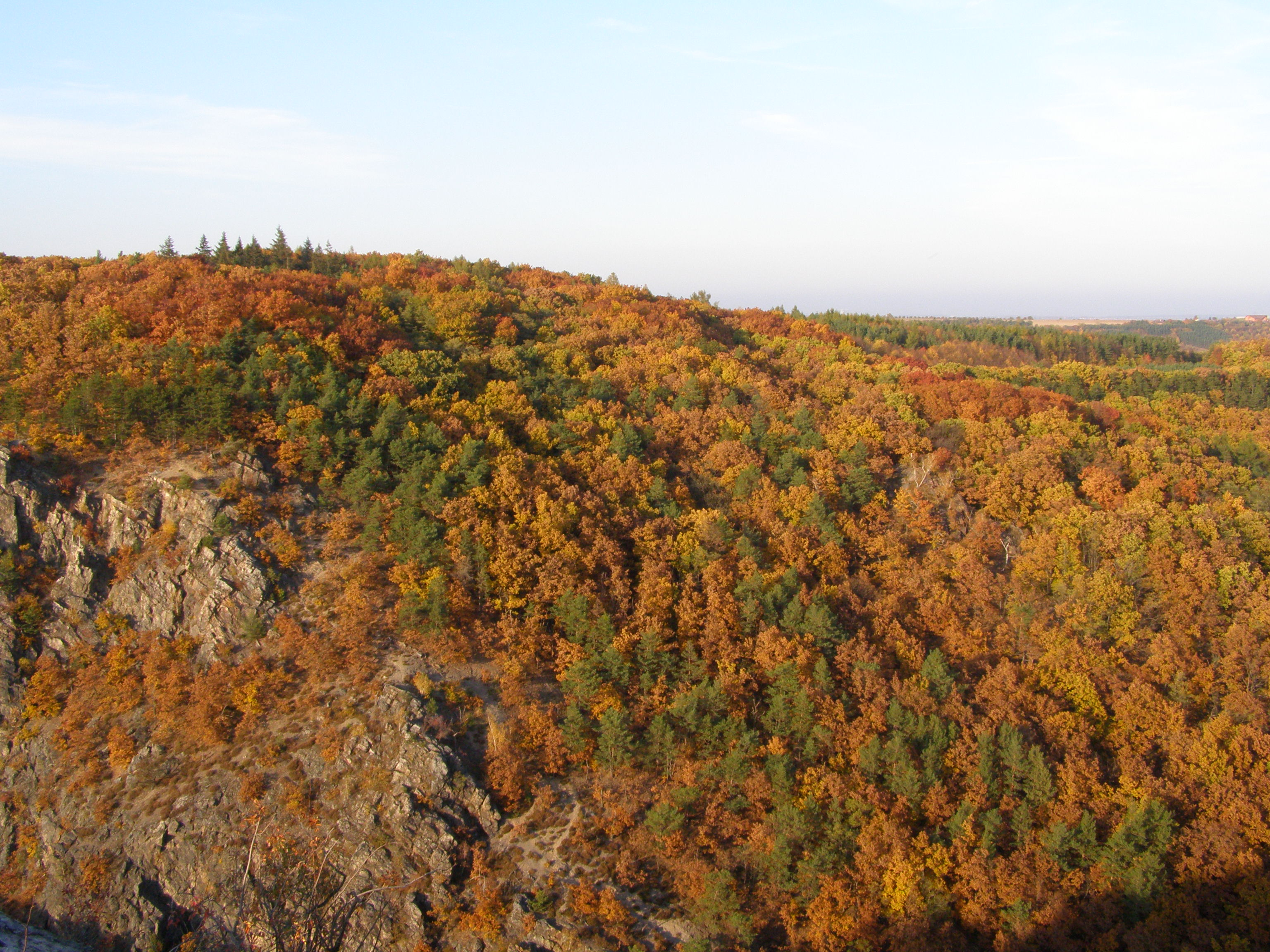
Das Šárka-Tal

Das Šárka-Tal (tschechisch Šárecké údolí) befindet sich im Nordwesten der tschechischen Hauptstadt Prag. Es umfasst eine teils bewaldete Parklandschaft an beiden Ufern des Baches Šárecký potok (untere Abschnitt des Litovický potok) vor dessen Mündung in die Moldau. Das Tal hat eine jahrtausendealte Besiedlungsgeschichte. In der Gegenwart ist es ein Naturschutzgebiet und ein Naherholungsgebiet für die Bewohner von Prag. Der obere Teil (zwischen Džbán Talsperre und Jenerálka) heißt Divoká Šárka (Wilde Šárka), der niedere Teil (unter Jenerálka) heißt Tichá Šárka (Stille Šárka) oder Dolní Šárka (Untere Šárka).
Das Tal gehört zum Verwaltungsbezirk Prag 6 und grenzt an die im Süden gelegenen dichtbebauten Stadtteile Liboc, Veleslavín und Dejvice. Im Osten reicht es bis zur Moldau, im Westen bis zum internationalen Flughafen. Im Norden beginnt die offene Landschaft. Das Šárka-Tal umfasst sowohl kulturgeschichtlich bedeutende Überreste der bäuerlichen Besiedlung, als auch naturkundlich interessante Schluchten und Felsformationen. Über dem Tal liegt die Burgstätte Šárka, eine vor- und frühgeschichtliche Siedlungsstätte und nationales Kulturdenkmal.

## Naturschutz
Die Landschaft ist, von wenigen unzugänglichen Stellen abgesehen, durch die mindestens 7.000-jährige menschliche Siedlung und Nutzung als Weide- und Ackerland geformt. Von besonderer Schutzwürdigkeit sind die Pflanzengesellschaften der xerothermen Halbtrockenrasen, die sich als Folge der extensiven Landwirtschaft entwickelt haben. Der Wald ist dagegen erst durch Aufforstung im Laufe des 20. Jahrhunderts entstanden. Ein Großteil des Areals ist 1990 auf 1005 Hektar zum Naturpark Šárka–Lysolaje erklärt worden. Innerhalb des Parks sind ein Naturreservat und sieben Naturdenkmäler ausgewiesen. Von West nach Ost sind dies:
- Naturreservat Divoká Šárka: Felsen an beiden Seiten des Šárecký potok oberhalb der Talsperre Džbán. Die Schluchten, die der Bach in das Lydit-Gestein schnitt, sind auf den Südhängen mit wärmeliebender Vegetation, auf den schattigen Nordhängen mit Farngesellschaften bewachsen. Im Tal finden sich Reste eines Auwaldes. Die Plateaus über den Schluchten waren seit vorgeschichtlicher Zeit besiedelt. Das Reservat wurde 1964 als erstes Gebiet in Prag unter Naturschutz gestellt.
- Naturdenkmal Vizerka: Ein felsiger Südhang, großteils bewaldet, mit Resten von kontinentalen Steppenrasen (Festucion valesiacae). Der Ortsname bezieht sich auf ein noch bestehendes Anwesen aus dem frühen 19. Jahrhundert, gegenwärtig (2010) Ausflugslokal.[1]
- Naturdenkmal Jenerálka: Felsige Anhöhe mit xerothermen Trockenrasen-Gesellschaften und markantes Landschaftselement
- Naturdenkmal Zlatnice: Ein ehemaliges, inzwischen bewaldetes Heidegebiet auf einem felsigen Nordwest-Hang. Die Lokalität ist nach einem untergegangenen Bauernhof und Ausflugslokal benannt, das unter seinem deutschen Namen Schipkapaß Schauplatz eines Romans von Karl Hans Strobl wurde.[2]
- Naturdenkmal Nad Mlýnem: Felsiger Südhang mit Resten von Steppenvegetation (Sedo albi-Allietum montani), großteils mit Wald und Buschwerk bewachsen.[3]
- Naturdenkmal Dolní Šárka: Talhänge am Unterlauf des Baches Šárecký potok kurz vor der Mündung in die Moldau. Im Tal liegt die gleichnamige Siedlung. Das Schutzgebiet umfasst drei felsige Hänge, die nach den Gehöften Duchoňská, Šatovka und Žežulka benannt sind. Die Hanglagen sind ehemaliges Weideland und Weinberge, teils noch mit Trockenrasen bewachsen (Festuco-Brometea), teils verbuscht.[4]
- Naturdenkmal Baba: Steiler Felsen am Ufer der Moldau südlich der Mündung des Šárecký potok. Die Lokalität ist artenreich an wärmeliebenden Insekten wie Wildbienen, Wespen, Käfern und Wanzen. Auf dem Gipfel befindet sich eine künstliche romantische Ruine aus dem 19. Jahrhundert.
- Naturdenkmal Housle: Nördlich des eigentlichen Šárka-Tals liegt mit der Schlucht Housle ein markantes geologisches Profil, das Sedimente der Oberkreide zeigt.[5]